# Хашманян, Абраам Михайлович
Абраа́м Миха́йлович Хашманя́н (арм. Աբրահամ Միքայելի Խաշմանյան; род. 11 ноября 1967, Ереван) — советский и армянский футболист, армянский футбольный тренер.
В прошлом игрок ряда армянских футбольных клубов, за которые выступал в Высшей лиге. В последние полтора года был главным тренером клуба «Киликия» (Ереван), с которой разорвал контракт 20 апреля 2010 года. С июня и до конца того же года являлся директором ДЮШ ФК «Бананц». С 20 декабря 2010 года возглавлял капанский «Гандзасар», с которым стал бронзовым призёром. В начале чемпионата 2012/13 покинул клуб. Через некоторое время вступил в должность главного тренера ереванского «Арарата».

## Тренерская карьера

### Начальный этап карьеры
Абраам Хашманян окончил Государственный институт физкультуры и спорта Армении, имеет тренерскую лицензию категории «А». Тренерские качества Хашманян начал осуществлять с момента завершения карьеры игрока в «Мике». Сезон проработал на должности старшего тренера, ещё сезон просто тренера.

### «Арарат»
С 2004 года Хашманян работал ассистентом Сурена Барсегяна в ереванском «Арарате», за который провёл больший период игровой карьеры. Его тренерская деятельность совпала с периодом сумбура, который творился в стане гранда армянского футбола. А в середине чемпионата 2006 года Хашманян сменил на посту главного тренера Сурена Барсегяна, отправленного в отставку. По окончании сезона 2006 основу «Арарата» расформировали, а в Премьер-лигу вышел «Арарат-2», который был переименован в «Арарат». Вместе с прежним «Араратом» закончилась тренерская деятельность в клубе и Хашманяна.

### «Гандзасар»
В начале 2007 года Хашманяну была предложена должность старшего тренера в капанском «Гандзасаре». По ходу чемпионата в клубе сменилось несколько главных тренеров. Хашманян встал у руля в мае и руководил командой всего месяц. На посту главного тренера в «Гандзасаре» его сменил Самвел Петросян.

### «Киликия»
В 2008 году перешёл в «Киликию», в которой с начала 2008 года по декабрь занимал должность старшего тренера. В декабре с поста главного тренера клуба ушёл Эдуард Маркаров, на его место был назначен Абраам Хашманян. Хашманяну впервые за последние сезоны удалось поднять команду с последнего места. В 2009 году команда, занявшая последнее место в таблице, понижалась в ранге. «Киликия» благодаря Хашманяну заняла предпоследнее место и обезопасила себя от вылета в Первую лигу, который ей сулили ещё до старта чемпионата. В начале сезона 2010 года команда стартовала в чемпионате живо. В первых двух турах были добыты победы, затем последовали вылет из Кубка и поражения в чемпионате. 20 апреля в СМИ появилась информация о том, что Хашманян днём ранее подал в отставку вместе со своим помощником Арменом Тонояном.

«В отставку я подал по своей инициативе. Работать в „Киликии“ бессмысленно. Сейчас мне нужно передохнуть. В дальнейшем дам более обстоятельный комментарий», — заявил Хашманян.
— armfootball.com
Руководство клуба вначале опровергло слухи об уходе Хашманяна, а после подтвердило отставку.
В середине июня Хашманян стал директором детско-юношеской школы футбольного клуба «Бананц». Помимо этого, стал инструктором Федерации футбола Армении и преподавателем курсов лицензирования УЕФА категории «B» и «A».

### Возвращение в «Гандзасар»
20 декабря подписал однолетний контракт с капанским «Гандзасаром», сменив Альберта Саркисяна по причине отсутствия у последнего лицензии категории «А».
В середине сезона возник конфликт. В матче 15-го тура между «Гандзасаром» и «Улиссом» Хашманян заменил Артура Кочаряна. Кочарян, недовольный этим действием, демонстративно выразил своё недовольство тренером команды после своей замены. Между игроком и тренером произошла словесная перепалка. Хашманян в одном из своих интервью высказал об отстранении Кочаряна из команды. Сам Кочарян данное высказывание посчитал преждевременным и хотел дальше выступать за «Гандзасар». В итоге конфликт удалось решить с помощью исполнительного директора команды Владика Аракеляна. Кочарян попросил прощения перед командой и болельщиками, признал своё неспортивное поведение, связав это с напряжением в чемпионате. Хашманян посчитал инцидент исчерпанным, учитывая все заслуги Кочаряна.
«Гандзасар» под руководством Хашманяна во второй раз в своей истории завоевал бронзовые медали чемпионата. Тактические действия Хашманяна приносили результаты и в следующем сезоне. Команда шла в пелотоне за лидером «Микой». Однако после завершения первого круга Хашманян по собственному желанию разорвал контракт с клубом.

«Это мое решение, и в своей отставке я никого не виню. „Гандзасар“ — крепкая, хорошо укомплектованная команда. Желаю ей удачи, — заявил в интервью официальному сайту УЕФА Хашманян. — Хочу немного отдохнуть, так как напряжение не спадало аж с начала прошлого сезона. Благодарен всем игрокам и остальным, кто работал со мной и помогал достичь результата».— UEFA.com

### Второе пришествие в «Арарат»
После беседы с владельцем «Арарата» Грачем Каприеляном вечером 5 июля Хашманян принял предложение возглавить клуб. Состояние команды было удручающее. Хашманян отметил, что в команде будут выступать исключительно местные кадры, которые с большим желанием хотят влиться в команду.

### «Алашкерт»
10 июня 2014 года был назначен исполнительным директором клуба «Алашкерт».

## Достижения
- Как игрок:
  - Чемпион Армении: 1992, 1997,
  - Серебряный призёр чемпионата Армении: 1993, 1994
  - Бронзовый призёр чемпионата Армении: 1997
  - Обладатель кубка Армении: 2000, 2001
  - Финалист кубка Армении: 1993
- Как Тренер
- Чемпион Армении 2015/2016

## Личная жизнь
Женат, имеет сына — Микаэль Хашманян, который является полузащитником. Дочь Эмма.